# Rosa multibracteata
Rosa multibracteata är en rosväxtart som beskrevs av William Botting Hemsley och E.H. Wilson. Rosa multibracteata ingår i släktet rosor, och familjen rosväxter. Inga underarter finns listade i Catalogue of Life.